# Кім Со Хьон
Кім Со Хьон (кор. 김소현, 金所泫; нар. 4 червня 1999) — південнокорейська акторка і ведуча.

## Біографія

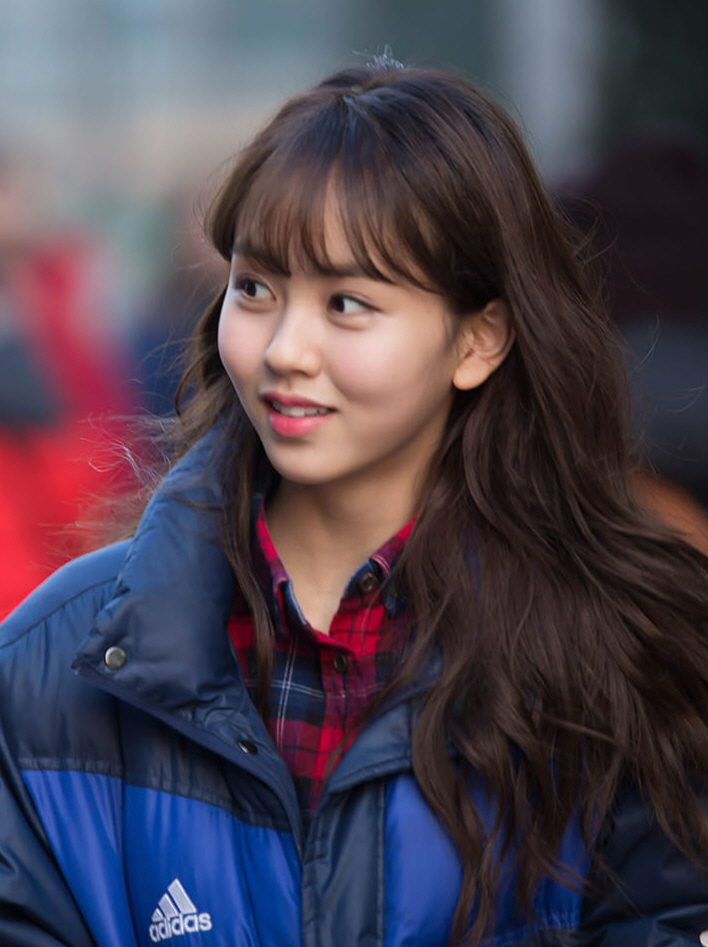
Кім Со Хьон у січні 2015

Кім Со Хьон народилася 4 червня 1999 року в Австралії, у 7 років з родиною переїхала до Південної Кореї. У тому ж році розпочала акторську кар'єру з дитячих ролей у фільмах та серіалах. Підвищенню популярності Со Хьон сприяла роль молодої королеви-лиходійки в історичній драмі «Місяць, що обіймає сонце». У 2013 році вона стала співведучою популярної музичної програми Show! Music Core, у наступному році зіграла свою першу головну роль у серіалі «Reset», що транслювався на кабельному каналі. У 2015 році Со Хьон отримала одразу дві головні ролі: у популярному підлітковому серіалі «Хто ти: Школа 2015» вона вдало зіграла роль близнючок, що були розлучені в дитинстві та зустрілися знов лише у старшій школі. За ці ролі вона отримала численні нагороди. Далі були головні ролі у музичному мінісеріалі «Page Turner» (піаністка, що раптово втратила зір), містичному серіалі «Привіт привід, давай битися».
Перехід до дорослих ролей здійснила у 2017 році, виконавши одну з головних ролей в історичній драмі «Імператор: Володар маски». У 2018 році вона зіграла головну роль у романтичному серіалі «Радіо „Романтика“»: молодої жінки, яка розпочинає свою кар'єру на радіостанції та знаходить перше кохання.

## Фільмографія

### Телевізійні серіали
| Рік       | Назва                                         | Роль                                           | Мережа      |
| --------- | --------------------------------------------- | ---------------------------------------------- | ----------- |
| 2006      | «Десять хвилин, мінор» (міська драма)         |                                                | KBS2        |
| 2007      | «Щаслива жінка»                               | юна Лі Чійон                                   | KBS2        |
| 2007      | «Ке Сера, Сера»                               | юна Хан Инсу                                   | MBC         |
| 2008      | «Дитино, ходімо у гори Чхон»                  | Йонхва                                         | KBS2        |
| 2008–2009 | «Дружина та жінка»                            | Чо Чені                                        | KBS2        |
| 2009      | «Ча Мьон Го»                                  | Мьорі                                          | SBS         |
| 2010      | «Стати мільярдером»                           | юна Лі Шинмі                                   | KBS2        |
| 2010      | «Хліб, кохання і мрії»                        | юна Гу Чарім                                   | KBS2        |
| 2011      | «Пташки з шипами»                             | юна Со Чонин                                   | KBS2        |
| 2011      | «Дует»                                        | юна Ким Ок                                     | MBC         |
| 2011–2012 | «Падам Падам»                                 | юна Чон Чіна                                   | JTBC        |
| 2012      | «Місяць, що обіймає сонце»                    | юна Юн Бокьон                                  | MBC         |
| 2012      | «Принц з даху»                                | юна Хон Сена/ юна крон-принцеса Хвайон         | SBS         |
| 2012      | «Кохання знов»                                | Чан Юрі                                        | JTBC        |
| 2012      | «Розумна родина» (1 сезон)                    | Кім Сохьон                                     | MBC Every 1 |
| 2012      | «Ма Бой»                                      | Чан Гирім                                      | Tooniverse  |
| 2012–2013 | «Сумую за тобою»                              | юна Лі Суйон                                   | MBC         |
| 2013      | «Айріс ІІ: Нове покоління»                    | молода Чі Суьон                                | KBS2        |
| 2013      | «Таємниця народження»                         | молода Чан Їхьон                               | SBS         |
| 2013      | «Я чую твій голос»                            | молода Чан Хьосан                              | SBS         |
| 2013      | «Підозріла домогосподарка»                    | Ин Ханкьоль                                    | SBS         |
| 2014      | «Трикутник»                                   | молода Шин Хьо                                 | MBC         |
| 2014      | «Reset»                                       | Цой Синхі / Чо Инбі                            | OSN         |
| 2014      | «Ми всі плачемо по іншому» (Спеціальна драма) | Рю Чіхі                                        | KBS2        |
| 2015      | «Дівчина, яка бачить запах»                   | Чхве Инсоль                                    | SBS         |
| 2015      | «Хто ти: Школа 2015»                          | Лі Инбі / Ко Инбьоль                           | KBS2        |
| 2016      | «Page Turner»                                 | Юн Юсоль                                       | KBS2        |
| 2016      | «Привіт привід, давай битися»                 | Кім Хьонджі                                    | TvN         |
| 2016      | Гоблін                                        | Кім Сан (Камео)                                | TvN         |
| 2017      | «Імператор: Володар маски»                    | Хан Гаин                                       | MBC         |
| 2017      | Доки ти спала                                 | Пак Союн (Камео)                               | SBS         |
| 2018      | «Радіо «Романтика»»                           | Сон Гирім                                      | KBS2        |
| 2019–2021 | «Оповіщувач щодо кохання»                     | Кім Чо Джо                                     | Netflix     |
| 2019      | «Легенда про Нокту»                           | Тон Тон Джу/Ю Ин Со                            | KBS2        |
| 2021      | «Річка, де місяць сходить»                    | Принцеса Пхьонґан / Йом Ка Джін / Королева Йон | KBS2        |

### Фільми
| Рік  | Назва                                      | Роль                                |
| ---- | ------------------------------------------ | ----------------------------------- |
| 2008 | «Мене звуть Піті» (короткометражний фільм) | молода Джин-ха                      |
| 2010 | «Людина вендети»                           | Чу Хьо Рін                          |
| 2011 | «Гріх сім'ї»                               | Чан Мьонгхі                         |
| 2011 | «Тато-шпигун»                              | Сун Бок                             |
| 2012 | «Я — король»                               | Сольбі                              |
| 2013 | «Убивча мультиплікація»                    | молода Місук                        |
| 2016 | «Чисте кохання»                            | Чан Суок                            |
| 2016 | «Остання принцеса»                         | молода принцеса Докхі               |
| 2017 | «Твоє ім'я» (анімаційний фільм)            | Міцуха Міямідзу (Корейський дубляж) |

### Ведуча
| Рік                             | Назва                          | Мережа | Примітки                                  | Посилання |
| ------------------------------- | ------------------------------ | ------ | ----------------------------------------- | --------- |
| 20 квітня 2013 — 18 квітня 2015 | «Шоу! Музичне ядро»            | MBC    | разом з Но Хон Чхолем, Чхве Мінхо та Зіко | [ 12 ]    |
| 31 грудня 2015                  | 29-та Премія KBS драма         | KBS    | разом з Чон Хьон Му та Пак Бо Гомом       | [ 13 ]    |
| 4 червня 2016                   | «Dream Concert»                | SBS    | разом з Літхиком та Хон Чон Хьоном        | [ 14 ]    |
| 25 січня 2018                   | 27-ма Сеульська музична премія | KBS N  | разом з Кім Хі Чхолем та Сін Дон Йопом    | [ 15 ]    |
| 25 січня 2018                   | «У дев'ятнадцять»              | MBC    | Ведуча та офіційний прихильник групи      | [ 16 ]    |
| 15 січня 2019                   | 28-ма Сеульська музична премія | KBS N  | разом з Кім Хї Чхолем та Сін Дон Йопом    | [ 17 ]    |

## Нагороди
| Рік  | Нагорода                                  | Категорія                                                                    | Робота                                       | Результат | Прим.  |
| ---- | ----------------------------------------- | ---------------------------------------------------------------------------- | -------------------------------------------- | --------- | ------ |
| 2012 | 1-ша Премія Зірок К-драми                 | Краща юна акторка                                                            | «Сумую за тобою», «Ма Бой»                   | Перемога  | [ 18 ] |
| 2012 | 5-та Премія корейської драми              | Краща юна акторка                                                            | «Місяць, що обіймає сонце»                   | Номінація |        |
| 2012 | 31-ша Премія MBC драма                    | Нагорода за популярність                                                     | «Місяць, що обіймає сонце»                   | Номінація |        |
| 2012 | 31-ша Премія MBC драма                    | Краща юна акторка                                                            | «Місяць, що обіймає сонце», «Сумую за тобою» | Перемога  | [ 19 ] |
| 2013 | 13-ий Корейський молодіжний кінофестиваль | Краща юна акторка                                                            | «Місяць, що обіймає сонце», «Сумую за тобою» | Перемога  | [ 20 ] |
| 2013 | 13-та Премія розваг MBC                   | Найкраща початківиця у вар'єте-шоу                                           | «Шоу! Музичне ядро»                          | Перемога  | [ 21 ] |
| 2013 | 21-ша Премія SBS драма                    | Нова зірка                                                                   | «Підозріла домогосподарка»                   | Перемога  | [ 22 ] |
| 2013 | 6th Herald-Donga TV Lifestyle Awards      | Нова ікона стилю                                                             | Н/Д                                          | Номінація |        |
| 2014 | 28-ма Премія KBS драма                    | Нагорода за майстерність (акторки одноактної / спеціальної / короткої драми) | «Ми всі плачемо по іншому»                   | Перемога  | [ 23 ] |
| 2014 | 14-та Премія розваг MBC                   | Найпопулярніша ведуча вар'єте шоу                                            | «Шоу! Музичне ядро»                          | Перемога  | [ 24 ] |
| 2015 | 30-та Премія Korea Best Dresser Swan      | Rising Star Award                                                            | Н/Д                                          | Перемога  | [ 25 ] |
| 2015 | 8-ма Премія корейської драми              | Зірка року                                                                   | «Хто ти: Школа 2015»                         | Перемога  |        |
| 2015 | 29-та Премія KBS драма                    | Найкраща нова акторка                                                        | «Хто ти: Школа 2015»                         | Перемога  | [ 26 ] |
| 2015 | 29-та Премія KBS драма                    | Нагорода Netizen (акторки)                                                   | «Хто ти: Школа 2015»                         | Перемога  | [ 26 ] |
| 2015 | 29-та Премія KBS драма                    | Найкраща пара разом з Юк Сон Дже                                             | «Хто ти: Школа 2015»                         | Перемога  | [ 26 ] |
| 2016 | Премія мультимедія та кінотехнологій      | Яскрава акторка                                                              | Н/Д                                          | Перемога  |        |
| 2016 | 30-та Премія KBS драма                    | Нагорода за майстерність (акторки спеціальної драми)                         | «Page Turner»                                | Номінація |        |
| 2017 | Премія Корейської хвилі                   | Нагорода в категорії Популярна культура                                      | «Імператор: Володар маски»                   | Перемога  | [ 27 ] |
| 2017 | 44-та Премія MBC драма                    | Нагорода за високу майстерність (акторки мінісеріалів)                       | «Імператор: Володар маски»                   | Номінація |        |
| 2017 | 44-та Премія MBC драма                    | Нагорода за популярність (акторки)                                           | «Імператор: Володар маски»                   | Перемога  | [ 28 ] |
| 2018 | K-Food Content Indonesia                  | Нагорода за популярність (акторки)                                           | Н/Д                                          | Перемога  | [ 29 ] |
| 2018 | Instagram Awards in Korea                 | Emerging Celebrity                                                           | Н/Д                                          | Перемога  | [ 30 ] |
| 2018 | 18-та Премія розваг MBC                   | Нагорода за майстерність, Music/Talk Category (Female)                       | «У дев'ятнадцять»                            | Перемога  | [ 31 ] |
| 2019 | 33-тя Премія KBS драма                    | Нагорода за майстерність (акторка мінісеріалу)                               | «Легенда про Нокту»                          | Перемога  | [ 32 ] |
| 2019 | 33-тя Премія KBS драма                    | Нагорода Netizen                                                             | «Легенда про Нокту»                          | Номінація | [ 32 ] |
| 2019 | 33-тя Премія KBS драма                    | Краща пара разом з Чан До Юном                                               | «Легенда про Нокту»                          | Перемога  | [ 32 ] |
| 2020 | Премія за лояльність клієнтів бренду      | Акторка ікона тренду                                                         | Кім Со Хьон                                  | Перемога  |        |
| 2021 | Премія мистецтв Пексан                    | Краща акторка телебачення                                                    | «Річка, де місяць сходить»                   | Номінація |        |
| 2021 | 35-та Премія KBS драма                    | Нагорода за високу майстерність (акторка)                                    | «Річка, де місяць сходить»                   | Перемога  | [ 33 ] |
| 2021 | 35-та Премія KBS драма                    | Нагорода за майстерність (акторка мінісеріалу)                               | «Річка, де місяць сходить»                   | Номінація | [ 33 ] |
| 2021 | 35-та Премія KBS драма                    | Нагорода за популярність (акторка)                                           | «Річка, де місяць сходить»                   | Перемога  | [ 33 ] |
| 2021 | 35-та Премія KBS драма                    | Краща пара разом з На Ін У                                                   | «Річка, де місяць сходить»                   | Перемога  | [ 33 ] |
| 2021 | Корейська премія телерадіомовників        | Найкраща акторка                                                             | «Річка, де місяць сходить»                   | Перемога  |        |
| 2021 | Корейська премія телерадіомовників        | Нагорода за популярність                                                     | «Річка, де місяць сходить»                   | Перемога  |        |
| 2021 | Сеулька міжнародна премія драми           | Видатна корейська акторка                                                    | «Оповіщувач щодо кохання»                    | Номінація |        |